# Lespesia robusta
Lespesia robusta är en tvåvingeart som först beskrevs av Aldrich 1934.  Lespesia robusta ingår i släktet Lespesia och familjen parasitflugor. Inga underarter finns listade i Catalogue of Life.